# Wafer

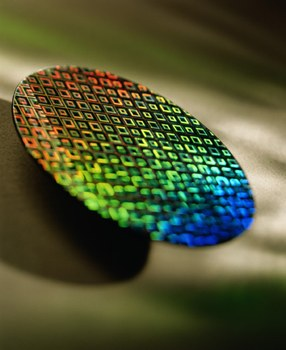
Een ge-etste silicium wafer

In de micro-elektronica is een wafer een dunne plak monokristallijn halfgeleidermateriaal, bijvoorbeeld silicium, waarop geïntegreerde schakelingen geconstrueerd worden door middel van dotering technieken van verschillende materialen (bijvoorbeeld door diffusie, ionenimplantatie, depositie of chemisch etsen).
Wafers zijn dus zeer belangrijk in de fabricage van halfgeleidermaterialen zoals geïntegreerde schakelingen, transistoren, diodes en passieve RLC circuits. Naast elektronische componenten worden ook mechanische componenten, zoals MEMS, op wafers gefabriceerd, waarbij het fungeert als een substraat.
Wafers worden in meerdere groottes gemaakt, van 1 inch (25,4 mm) tot 11,8 inch (300 mm) en met diktes in de orde van 0,75 mm. Normaliter worden wafers met een diamantzaag of diamantdraad van een halfgeleider boule gesneden en daarna aan een of beide kanten gepolijst.

Flats kunnen worden gebruikt om dotering en kristallografische oriëntatie te onderscheiden. Rood representeert materiaal dat is verwijderd.

Wafers onder de 200 mm hebben normaliter flats, een platte kant van de wafer, die kristallografische vlakken van hoge symmetrie aangeven (meestal de (110)-zijde). In oude wafers (beneden ongeveer 100 mm diameter) geeft de flat ook de waferoriëntatie en doteringtype aan (zie de illustratie voor conventies). Moderne wafers (200 mm en groter) gebruiken een inkeping (notch) om deze informatie door te geven, dit om minder materiaal te verspillen.
Correcte oriëntatie van de wafer is belangrijk omdat veel van de structurele en elektronische eigenschappen van het eenkristal in hoge mate anisotroop zijn. De wafer kan bijvoorbeeld meestal maar in een paar goed-gedefinieerde richtingen worden gespleten. De wafer langs splijtvlakken positioneren zorgt ervoor dat die gemakkelijk in individuele chips ("die's"; Engels "dice") gesneden kan worden. Hierdoor kunnen de duizenden circuits op een gemiddelde wafer in individuele circuits gesplitst worden. 